# Yunyangosaurus
Yunyangosaurus — рід тетанурів, найімовірніше мегалозавроїдних, що існував у середній юрі. Типовий вид — Yunyangosaurus puanensis. Рештки фрагментарного осьового скелета відкриті на території КНР 2016 і описані 2020 року. Належали майже зрілій (sub-adult) особині, близько 4,7 м завдовжки.